# Epicauta cyclops
Epicauta cyclops là một loài bọ cánh cứng trong họ Meloidae. Loài này được Fairmaire miêu tả khoa học năm 1891.